# Raúl Castro

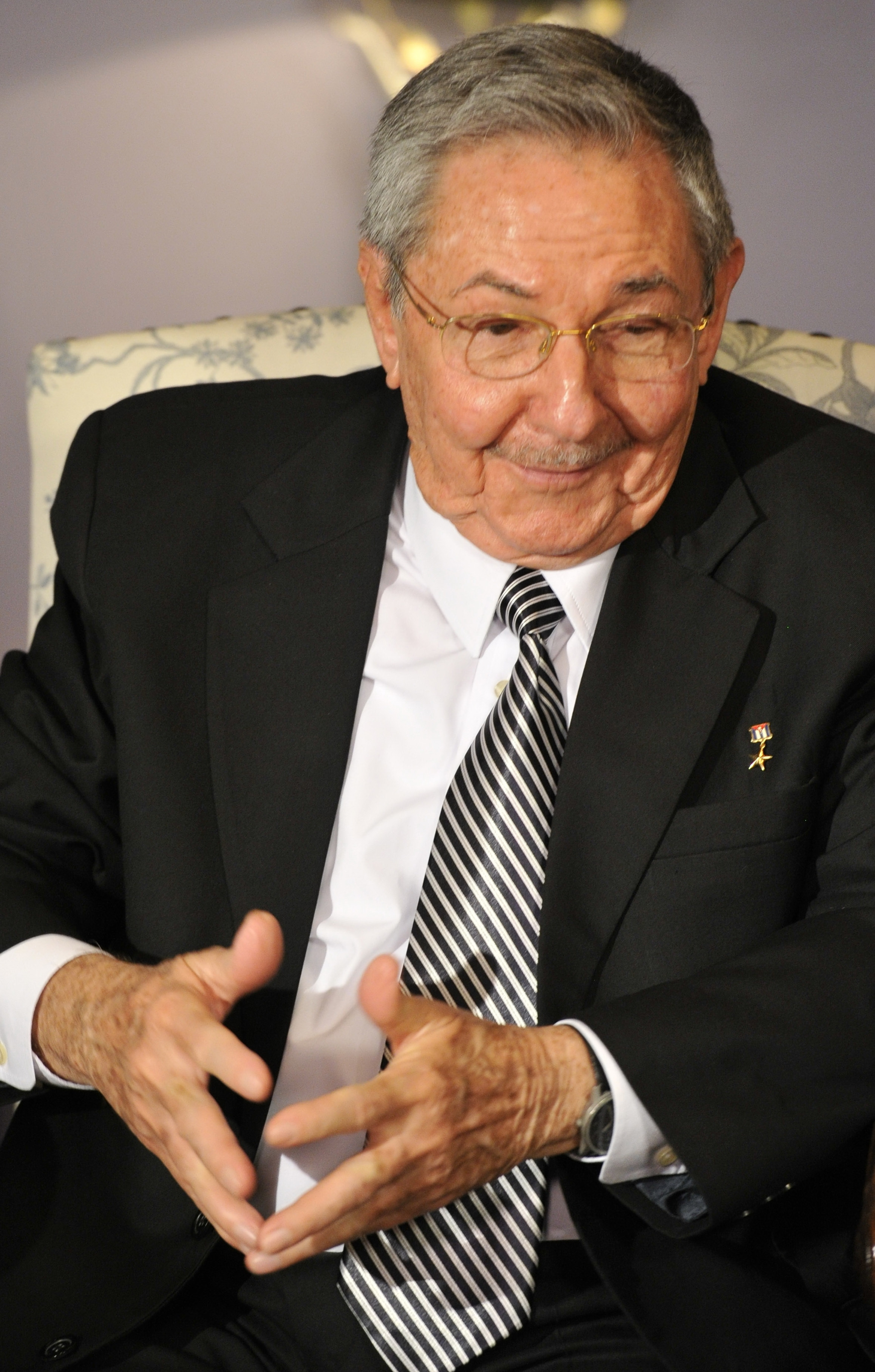
Raúl Castro (2012)

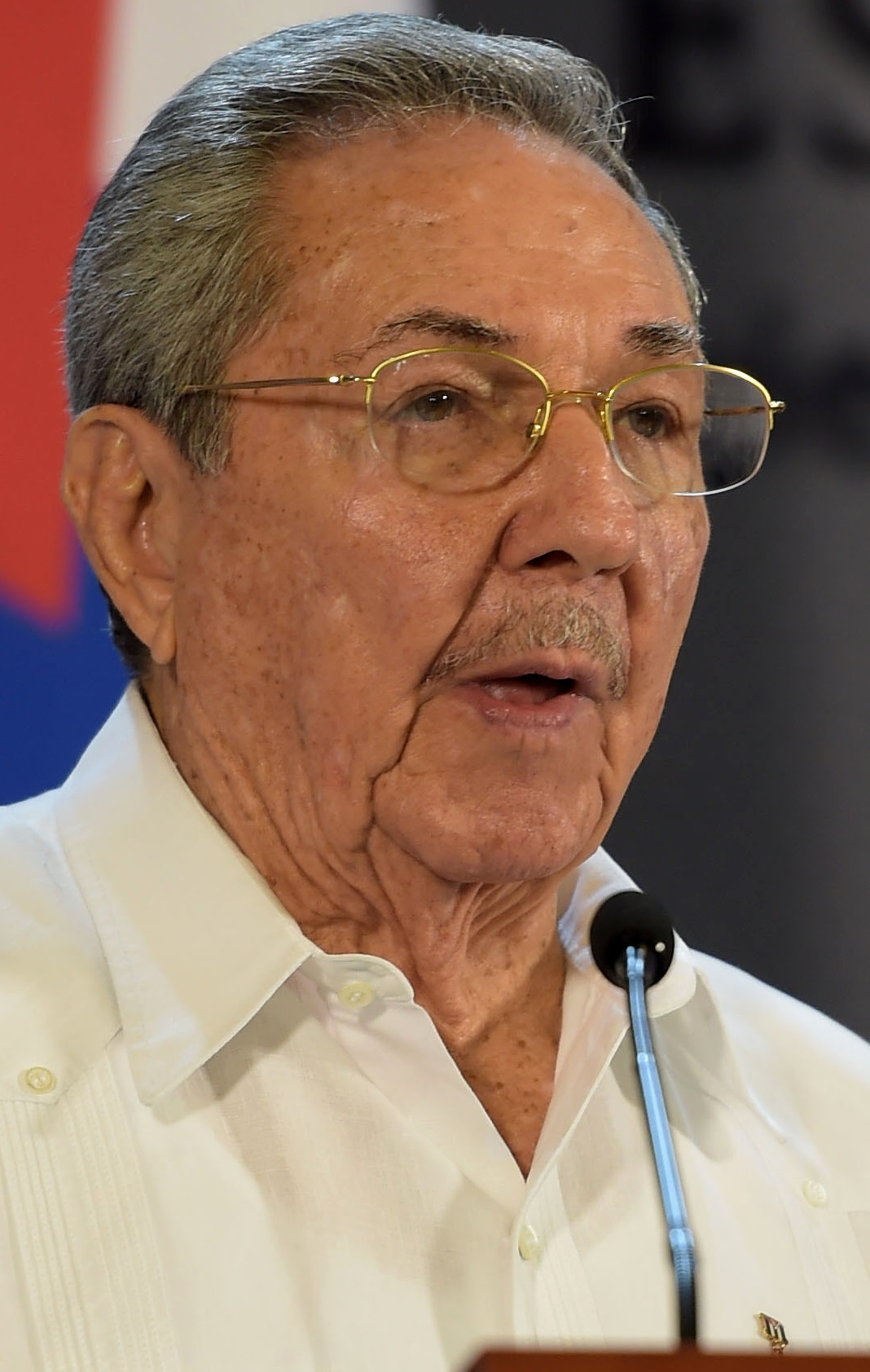
(2015)

Raúl Modesto Castro Ruz (* 3. Juni 1931 in Birán, Provinz Oriente) ist ein kubanischer Politiker. Von 2008 bis 2018 war er Präsident des Staats- und des Ministerrates der Republik Kuba und von 2011 bis 2021 Erster Sekretär des Zentralkomitees der Kommunistischen Partei Kubas (PCC). Er war eine der führenden Persönlichkeiten der Kubanischen Revolution. Er ist der jüngere Bruder des kubanischen Politikers und Revolutionärs Fidel Castro.

## Leben

### Familie und Jugend
Raúl Castro wurde als außerehelicher Sohn eines Großgrundbesitzers geboren. Seine Eltern waren Ángel Castro Argiz, aus der galicischen Stadt Lugo ursprünglich als Kolonialsoldat nach Kuba entsandter und später eingewanderter Spanier, und die Hausangestellte Lina Ruz González aus einer mittellosen Bauernfamilie aus der Provinz Pinar del Río, die Ángel nach der Scheidung von seiner ersten Frau 1941 geheiratet hatte. Raúl ist der jüngste der drei Castro-Brüder – neben Ramón und Fidel. Außerdem hat er noch vier Schwestern: die ältere Ángela sowie die jüngeren Juana, Emma und Augustina. Im Gegensatz zu seinem Bruder Fidel gilt er als Familienmensch, der auch zu „abtrünnigen“ Familienmitgliedern in den USA oder Spanien den Kontakt aufrechterhält.
Er absolvierte die Schulzeit zunächst im Heimatort Birán und besuchte anschließend eine auf Initiative Fulgencio Batistas gegründete, kombinierte zivil-militärische Landschule sowie ab 1938 das Jesuitenkolleg Colegio Dolores in Santiago de Cuba, das auch seine Brüder Fidel und Ramón besuchten. Während sein Bruder Fidel sowohl intellektuell als auch sportlich in seinen Klassen herausragte, war Raúl weniger erfolgreich. 1945 ging er mit Unterstützung seines Vaters in das Jesuitenkolleg Colegio Belén nach Havanna, das bereits sein Bruder Fidel besuchte. 1946 musste Raúl das Kolleg verlassen und arbeitete danach wieder in der Landwirtschaft in Birán. 1950 kehrte Raúl nach Havanna zurück, wo er bei seinem Bruder Fidel in eine Dachgeschosswohnung einzog. Obwohl er nie das Abitur abgelegt hatte, besuchte er an der Universität von Havanna einen Verwaltungslehrgang und später Soziologiekurse, unter anderem bei Boris Goldenberg. Einen Hochschulabschluss besitzt Raúl Castro nicht. Er erhielt aber auch nicht dieselbe großzügige materielle Unterstützung aus dem Elternhaus wie Bruder Fidel.
Während seiner Studienzeit engagierte sich Raúl in der Juventud Socialista („Sozialistische Jugend“), dem Jugendverband der der Sowjetunion nahestehenden Kommunistischen Partei Kubas (die 1944 bis 1962 den Namen Partido Socialista Popular (PSP) trug). So nahm er im März 1953 an der vom kommunistischen Weltbund der Demokratischen Jugend organisierten Internationalen Konferenz zur Verteidigung der Jugendrechte in Wien als Delegierter teil, wo der sowjetische Auslandsnachrichtendienst auf ihn aufmerksam wurde, und besuchte anschließend mehrere osteuropäische Länder, in denen nach dem Zweiten Weltkrieg unter dem Einfluss der von Josef Stalin geführten Sowjetunion jeweils eine Kommunistische Partei die Regierung übernommen und die staatlichen Strukturen sowie das politische System umgebaut hatte. Auf der einen Monat langen Rückreise per Schiff aus Europa freundete er sich mit Nikolai Leonow an, einem jungen Mitarbeiter des sowjetischen Außenministeriums, den er bereits von der Wiener Konferenz kannte und der später ein wichtiger Kontakt zur sowjetischen Regierung werden sollte.
Bei seiner Wiedereinreise am 6. Juni 1953 nach Kuba wurde Castro zunächst von der Polizei festgenommen – er hatte kommunistisches Propagandamaterial bei sich geführt und gegen die Festnahme zweier mittelamerikanischer Mitreisender protestiert. Nach seiner Freilassung wurde er im Juni 1953 von der Sozialistischen Jugend als Vollmitglied aufgenommen. Sieben Wochen später folgte er dem Aufruf seines Bruders Fidel zum bewaffneten Kampf gegen den im März 1952 durch einen Militärputsch an die Macht gekommenen Diktator Fulgencio Batista, obwohl die kubanischen Kommunisten solche Aktionen damals prinzipiell ablehnten. Als Konsequenz seiner Teilnahme am Sturm auf die Moncada-Kaserne am 26. Juli 1953, den die PSP-Führung als Putschversuch wertete, beschloss der kommunistische Jugendverband seinen Ausschluss.
Nach dem Sieg der Revolution heiratete Raúl im Januar 1959 in Santiago de Cuba Vilma Espín, die ihm bereits während des mexikanischen Exils als aktive Unterstützerin der revolutionären Bewegung begegnet war und die letzten Monate des Guerillakriegs an seiner Seite verbracht hatte. Sie war bis zu ihrem Tod am 18. Juni 2007 Vorsitzende des kubanischen Frauenverbandes. Wie ihr Mann galt sie als vom Kommunismus überzeugt und entstammte ebenfalls einer begüterten Oberschichtfamilie Ostkubas. Gemeinsam haben sie vier Kinder: Déborah, Mariela, Nilsa und Alejandro. Raúl pflegt Kontakt zu den „abtrünnigen“ Familienmitgliedern in Miami oder Spanien und ermöglicht geheime Familientreffen.

### Revolution

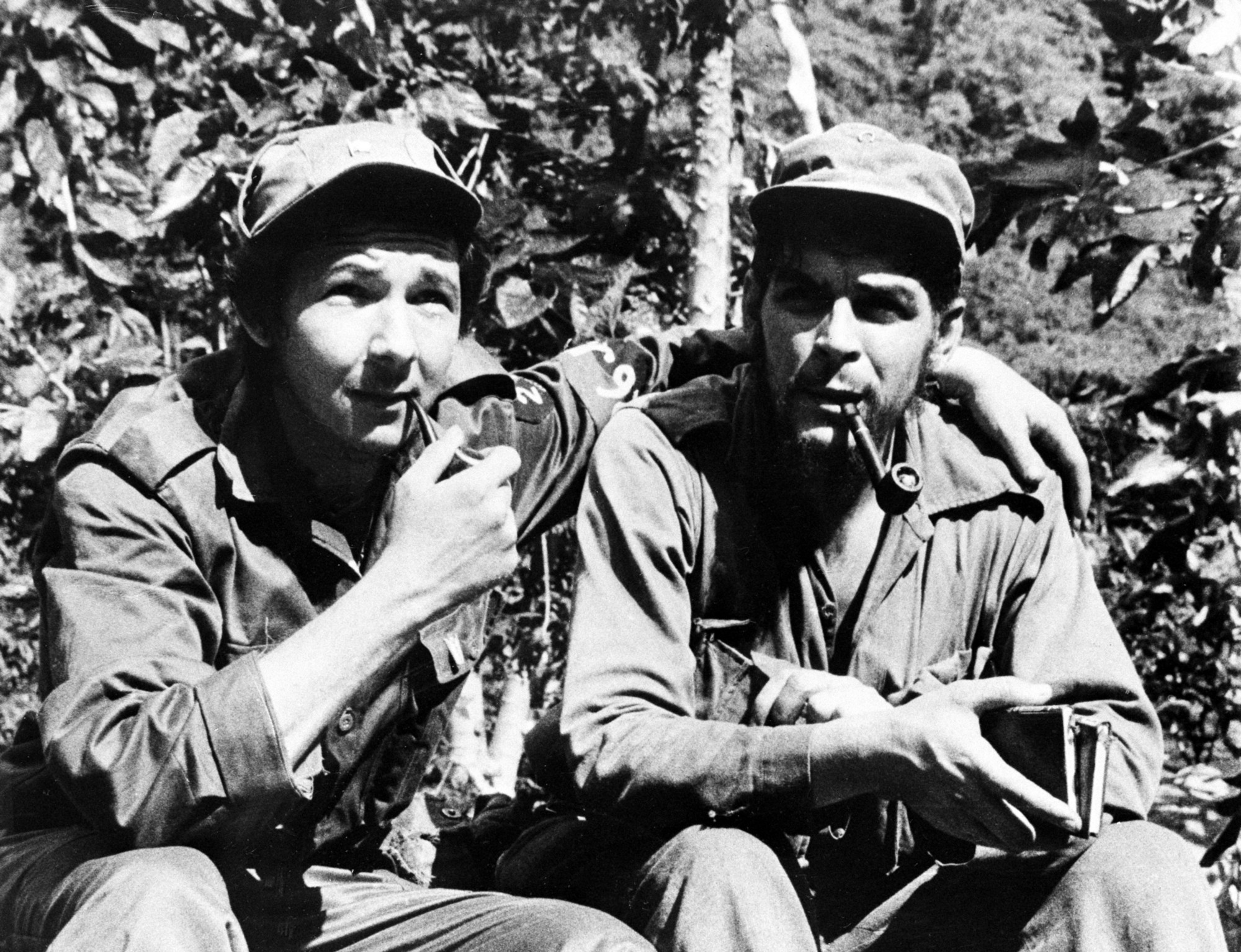
Raúl Castro (links) zusammen mit Che Guevara in der Sierra Cristal (1958)

Raúl Castro war eine treibende Kraft bei der Revolution gegen den Diktator Batista auf Kuba. Am 26. Juli 1953 nahm er am Angriff auf die Moncada-Kaserne in Santiago de Cuba teil, der von seinem Bruder Fidel angeführt wurde. Der gesamte Versuch scheiterte. Der Generalsekretär der kubanischen Kommunisten Blas Roca bezeichnete den Überfall als „kleinbürgerlichen Putsch, mit dem wir Kommunisten nichts zu tun haben“. Raúl Castro wurde zu 13 Jahren Zuchthaus auf der Isla de Pino (heute Isla de la Juventud) südlich von Havanna verurteilt, kam aber nach zwei Jahren im Rahmen einer Generalamnestie am 15. Mai 1955 frei. Am 12. Juni 1955 gründeten er und die freigelassenen Moncadisten die Bewegung des 26. Juli (Movimiento 26 de Julio, M-26-7).
Auf Anraten seines Bruders Fidel ging er am 24. Juni 1955 nach Mexiko ins Exil. Sein Bruder und weitere Getreue folgten ihm einige Tage später. In Mexiko nahm Raúl Kontakt zu der Kubanerin María Antonia González auf, die mit dem Ringer Arsacio Vaneges verheiratet war. Dieser bot kubanischen Immigranten freie Unterkunft. In Mexiko wurde er mit dem argentinischen Arzt Ernesto „Che“ Guevara bekannt gemacht, mit dem er sich sofort befreundete. In einem Guerillatrainingscamp dort bereiteten sie sich auf einen bewaffneten Kampf gegen das Batista-Regime vor. Raúl machte im Juli 1956 sowohl Guevara als auch Fidel mit seinem inzwischen in der sowjetischen Botschaft in Mexiko tätigen russischen Freund Leonow bekannt, der 1958 zum KGB wechselte. Laut den Memoiren des damaligen sowjetischen Staatschefs Nikita Chruschtschow hat Raúl damals gegenüber seinem Bruder Fidel seine „wahren Überzeugungen verborgen“. Chruschtschow hielt ihn für „einen nützlichen, vom KGB geführten Einflussagenten in Havanna“. Tatsächlich geschahen wohl alle Kontakte zu in- und ausländischen Kommunisten und entsprechende Aktivitäten mit Wissen oder gar auf Weisung seines Bruders Fidel, der sich schon damals die kommunistische Option offenhalten, aber vermeiden wollte, das öffentlich zu kommunizieren. Fidel orientierte sich öffentlich noch an den Antikommunisten seiner Orthodoxen Partei unter Eduardo Chibás.
Während des Kampfes in der Sierra Maestra wie schon während der chaotischen Anfangszeit ab Dezember 1956 galt Raúl Castro als disziplinierter und harter Kämpfer. Comandante en Jefe (Oberkommandierender) Fidel Castro beförderte ihn schnell zum Kompaniechef. Ende Februar 1958 wurde er (gleichzeitig mit Juan Almeida) in den Rang des Comandante erhoben und mit der Gründung und Leitung der Zweiten Front beauftragt, die nach Frank País, dem populären Organisator des städtischen Untergrundkampfes, benannt wurde, der im Sommer 1957 in Santiago getötet worden war. Diese erste vom Rest der Rebellenarmee getrennte Einheit sollte von der Sierra Cristal aus kämpfen, im fast äußersten Osten Kubas (heutige Provinz Holguín). Dorthin brach Raúl Castro im März des Jahres mit 66 Mitkämpfern von der Sierra Maestra aus auf. Es begann der erfolgreiche Kampf zunächst um den Norden der Provinz Oriente, bevor wenig später andere Einheiten den Guerillakrieg auf das ganze Land ausdehnten. In dem Gebiet der Zweiten Front hatten bereits zuvor kleinere bewaffnete Gruppen, die nicht unter dem Kommando Fidel Castros standen, sondern überwiegend der Stadtguerilla in Santiago entstammten, dem Batista-Regime einzelne Schläge versetzt. Raúl brachte sie unter sein Kommando, wodurch die von Fidel angeführte Rebellenarmee insgesamt an Einfluss gewann.
Bei Überfällen auf die in US-Besitz befindlichen Nickelminen von Moa und Nicaro, östlich von Holguín, sowie Betriebe der United Fruit Company ließ Raúl Ende Juni 1958 mehrere Dutzend dort beschäftigte US-Amerikaner als Geiseln nehmen. Damit wollte er die Einstellung der US-Verkäufe von militärischem Gerät und Treibstoff an Batista erzwingen, der kurz zuvor eine Sommer-Offensive gegen die Rebellenarmee eingeleitet hatte. Raúls Aktion war jedoch mit seinem Bruder Fidel nicht abgesprochen, der unbedingt eine Konfrontation mit den USA vermeiden wollte. Raúl ließ die Geiseln, wenn auch widerwillig und mit zeitlicher Verzögerung, wieder frei. Den Plan Raúls, in Guantánamo stationierte US-Soldaten zu entführen, konnte Fidel gerade noch verhindern. Es wäre nicht nur ein Verstoß gegen das Völkerrecht gewesen, sondern hätte mit großer Wahrscheinlichkeit auch zum Eingreifen der USA geführt, obwohl diese ihre Unterstützung für Batista im Laufe des Kampfes in der Sierra Maestra schon zurückgefahren hatten.
Raúl Castro zeigte während seiner Zeit als Comandante in der Sierra Cristal militärisches und organisatorisches Talent. Er schuf eine anfänglich aus 53 Männern bestehende Spezialeinheit, die mit der Zeit auf über 1000 Mann anwuchs, sowie eine revolutionäre Verwaltung als Vorbild für das spätere Regime. Auch wurden die armen Bauern in der Region unterstützt, indem man ihre überschüssige Ernte nicht etwa beschlagnahmte, sondern sie für bares Geld abkaufte. Außerdem wurden in der Region soziale Infrastrukturen geschaffen, indem man Straßen baute sowie Schulen, Krankenhäuser und Apotheken errichtete. All diese Maßnahmen trugen wesentlich zur Popularität der Rebellen in der Gegend bei, die Propagierung marxistischer Ideen sorgte jedoch auch für Irritationen unter nichtkommunistischen Angehörigen und Unterstützern der Rebellenarmee.
Raúl Castro war, ähnlich wie Che Guevara, bekannt dafür, dass er Verräter, Kriminelle und Deserteure zur militärischen und sozialen Disziplinierung der Truppe gnadenlos erschießen ließ. Mit dem Ziel der Abschreckung ließ Raúl auch Hinrichtungen von Kriegsgefangenen vor den Augen von Batista-Unterstützern durchführen. Schon während des Guerillatrainings in Mexiko musste Raúl beweisen, ein „fähiger Revolutionär“ zu sein, was bedeutete, auch töten zu können. Als mögliche, von Che definierte Gründe für ein Todesurteil galten damals „Befehlsverweigerung, Desertion oder Defätismus“. Der wegen Befehlsverweigerung vor dem „Kriegsgericht“ angeklagte Guerillero Calixto Morales – er fühlte sich nicht mehr in der Lage, eine besonders anstrengende Trainingseinheit auszuführen – wurde von „Ankläger“ Raúl Castro zum Tode verurteilt, jedoch später von Fidel begnadigt. Im November 1956 vermutete Fidel einen Batista-Spitzel in den Reihen der Revolutionäre und ordnete ohne Verfahren dessen Erschießung an. Raúl persönlich führte den Befehl aus.
Unmittelbar nach dem Sieg der Revolution am Neujahrstag 1959 übernahm Raúl Castro die Moncada-Kaserne in Santiago de Cuba und damit das militärische Kommando der Region. Unter seiner Regie kam es dort zu Massenerschießungen vermeintlicher und tatsächlicher Kriegsverbrecher und Folterer im Dienste Batistas. So ließ er beispielsweise 70 Ex-Soldaten und Zivilisten gruppenweise vor einem Massengrab aufstellen und mit Maschinengewehren erschießen. Die Grube wurde anschließend mit Bulldozern zugeschüttet. Diese offensichtlichen Grausamkeiten lösten in der kubanischen und US-amerikanischen Presse große Empörung aus, sodass der um das Ansehen der Revolution besorgte Fidel solche öffentlichen Hinrichtungen bald untersagte. Kurz nach seinem Eintreffen in der Hauptstadt übernahm Raúl am 11. Januar das Kommando über den bisherigen Generalstab der Streitkräfte in der Columbia-Kaserne in Havanna.

### Politiker im nachrevolutionären Kuba

#### Nach der Revolution bis zum Zusammenbruch des Ostblocks (1959–1990)
Nach der Kubanischen Revolution war Raúl Castro von 1959 bis 1976 Vize-Premierminister, danach wurde er Vizepräsident des Staatsrates. Er galt als ideologischer Hardliner.
Zusammen mit seinem Freund Che Guevara war Raúl Castro einer der wenigen bekennenden Kommunisten in der Rebellenarmee, die mehrheitlich aus dem bourgeoisen Milieu Kubas hervorgegangen war. Während Che auch Sympathien für Stalin, Mao Zedongs China und für die nordkoreanische Chuch’e-Ideologie hegte, galt Raúl als loyaler Vertreter des seinerzeitigen Sowjetkommunismus. Nach dem Sieg der Revolution 1959 betrieben sie die Annäherung an die Sowjetunion und den Ostblock jedoch gemeinsam. Auch die umfassende Landreform und Enteignung der Banken und Großindustrie ab 1959 wurde von beiden einvernehmlich organisiert. Auf die Befindlichkeiten der USA, deren Firmen (wie beispielsweise die United Fruit Company) in Kuba große Anteile hielten, nahmen sie keine Rücksicht.
Raúl war besonders besorgt darüber, dass sein Bruder Fidel anfangs noch Verhandlungen mit den USA suchte und von einer kommunistischen Ausrichtung der Revolution noch nichts wissen wollte. 1964 warf Raúl Che eine prochinesische Haltung vor. Während Che Guevara sich 1965 offen von der Sowjetunion abwandte und auch Fidel bei den Sowjets als unsicherer Gefährte galt, war Raúl stets „ihr Mann in Havanna“. Seine Nähe zur Sowjetunion und zum KGB schützte ihn wohl auch mehr oder weniger vor dem Schicksal zahlreicher anderer Comandantes de la Revolución, die ins Gefängnis geworfen wurden oder in die USA emigrieren mussten, darunter unter anderen auch die gemeinsame Schwester Juanita, denn Blutsverwandtschaft war für Fidel keinerlei Garantie für Loyalität. Raúl wurde zur „mausgrauen Eminenz“ des Comandante en Jefe Fidel Castro.
Raúl organisierte ab Januar 1959 die völlige Umstrukturierung der bisherigen kubanischen Streitkräfte und die Umwandlung der Revolutionstruppen, deren getrennt operierende Einheiten während des Guerillakrieges teilweise ein hohes Maß an Autonomie hatten, in ein wirkungsvolles und zentral gelenktes Instrument des Staates. Im Zuge dieses Prozesses wurde das bisherige Verteidigungsministerium aufgelöst, und Raúl übernahm am 18. Oktober 1959 den Posten des Ministers der Revolutionären Streitkräfte an der Spitze des neu aufgebauten Ministeriums. Zu seinem Zuständigkeitsbereich gehörten auch die Militärindustrie, der Zivilschutz und die wenig später gebildeten Revolutionären Milizen. Auf Bitte Raúl Castros unterstützte die Sowjetunion diesen Reorganisationsprozess ab April 1959 durch die vor der Öffentlichkeit geheim gehaltene Entsendung von zunächst siebzehn spanischen Kommunisten, die an der sowjetischen Militärakademie ausgebildet worden waren, als bezahlte Berater. Das MINFAR (Ministerium der Revolutionären Streitkräfte) bewies in den nächsten Jahrzehnten seine Schlagkraft und Fähigkeit zur Abschreckung gegen bewaffnete Gegner von innen wie von außen und intervenierte darüber hinaus in zahlreichen Bürger- und internationalen Kriegen – mit dem Militäreinsatz in Angola als wichtigstem Beispiel.
Raúl Castro war 1959 daran beteiligt, den populären, aber gegenüber kommunistischen Strömungen sehr skeptischen Guerillaführer Comandante Huber Matos nach seiner Rücktrittserklärung wegen Hochverrats anklagen und in einem Prozess zu zwanzig Jahren Haft verurteilen zu lassen. Auch das nach einem mutmaßlichen Flugzeugabsturz spurlose Verschwinden des charismatischen und beim kubanischen Volk sehr beliebten Revolutions-Comandante, Generalstabschef und Freund Matos’ Camilo Cienfuegos soll Castro gelegen gekommen sein, da es seinem Aufstieg zum Verteidigungsminister und zweiten Mann im Staate sehr behilflich war. Einen Beweis für eine Verschwörung gibt es jedoch bisher nicht.
In der Folgezeit der 1970er und 1980er Jahre baute Raúl eine eigene Hausmacht auf, die weniger aus den alten Revolutionären als vielmehr aus bewährten „Internationalisten“ bestand: Kämpfer, die sich im versuchten Revolutionsexport in Lateinamerika oder Afrika, beispielsweise in Angola, hervorgetan hatten. Ende der 1980er Jahre bedrohte jedoch der populäre Angola-Veteran Arnaldo Ochoa das nepotistische Machtgefüge der Castro-Brüder. Dessen Hinrichtung im Jahre 1989 wegen Korruption und Drogenhandels, obwohl Ochoa dies offensichtlich mit Wissen und Billigung der obersten Führung tat, um Devisen für das Land zu beschaffen, war ein Signal, um politische Gegner auszuschalten und politisch ambitionierte Militärs zu disziplinieren. Laut dem inzwischen exilierten Schriftsteller und ehemaligen Kumpan von Raúl, Norberto Fuentes, lieferte Raúl Castro die ideologische Rechtfertigung für den Rauschgiftschmuggel in die USA: „Fidel sagt, wir müssen diese Sache mit sehr viel Takt anpacken. Aber Fidel sagt auch, die Kolonialmächte hätten schließlich alle ihre Kriege in Asien durch den Opiumhandel finanziert. Insofern ist unsere Aktivität im Grunde Teil der historischen Vergeltung der unterdrückten Völker.“ Trotz dieser Aktion gilt Raúl unter den Militärs als „verlässlich und berechenbar“, ganz im Gegensatz zu seinem Bruder Fidel.
Als Verteidigungsminister kontrollierte Raúl Castro bedeutende Teile der kubanischen Wirtschaft, da wichtige Staatsunternehmen im Tourismus, im Nickelbergbau und in der Zuckerindustrie der Armee gehören. Militärs stehen oder standen an den Spitzen des Innenministeriums, des Zuckerministeriums, des Ministeriums für Hochschulerziehung, an der Spitze der Zivilluftfahrtbehörde, des Gesundheitsministeriums, des Hafens von Havanna und anderer wichtiger Institutionen.

#### Zeit der Sonderperiode bis zur Erkrankung Fidels (1990–2006)
Nach dem Zusammenbruch des Ostblocks und der darauf folgenden Spezialperiode trat Raúl Castro als Realpolitiker und Wirtschaftsreformer auf. So brachte er beispielsweise 1994 in der Zeit der tiefsten Krise, als es sogar zu Unruhen kam, seinen Bruder dazu, die erst 1986 abgeschafften freien Bauernmärkte wieder zuzulassen, was zur raschen Verbesserung der Versorgungslage führte. Außerdem erwog er in diesem Zusammenhang auch den Einsatz des Militärs zur Bekämpfung innerer Unruhen, was bisher ausschließliche Aufgabe von Polizei, Geheimdienst und speziellen paramilitärischen Einheiten gewesen war. Dies hätte allerdings die hohe Popularität der kubanischen Streitkräfte bei der Bevölkerung stark gefährdet.
Unter Leitung des von Raúl Castro kontrollierten Militärs wurden zur Abfederung der negativen wirtschaftlichen Auswirkungen auf Kuba zahlreiche, nach westlichem Vorbild funktionierende Managementmethoden, unter anderem unter dem Namen Sistema de Perfeccionamiento Empresarial, eingeführt. Unter Leitung eines älteren Dreisternegenerals entstanden landwirtschaftliche Musterbetriebe, in denen moderne Verfahren des Nutzpflanzenanbaus, der Betriebsführung und des Warenabsatzes erprobt wurden. In diesen Musterbetrieben arbeiten junge Soldaten (Ejercito Juvenil de Trabajo) in anderer Weise als in der restlichen kubanischen Wirtschaft, nämlich nicht in einer Mangel- und Schlendrianswirtschaft, so der frühere Botschafter Wulffen.

### Präsidentschaft

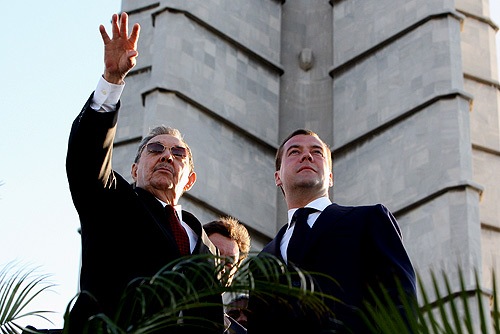
Raúl Castro mit Russlands Präsidenten Dmitri Medwedew (November 2008)

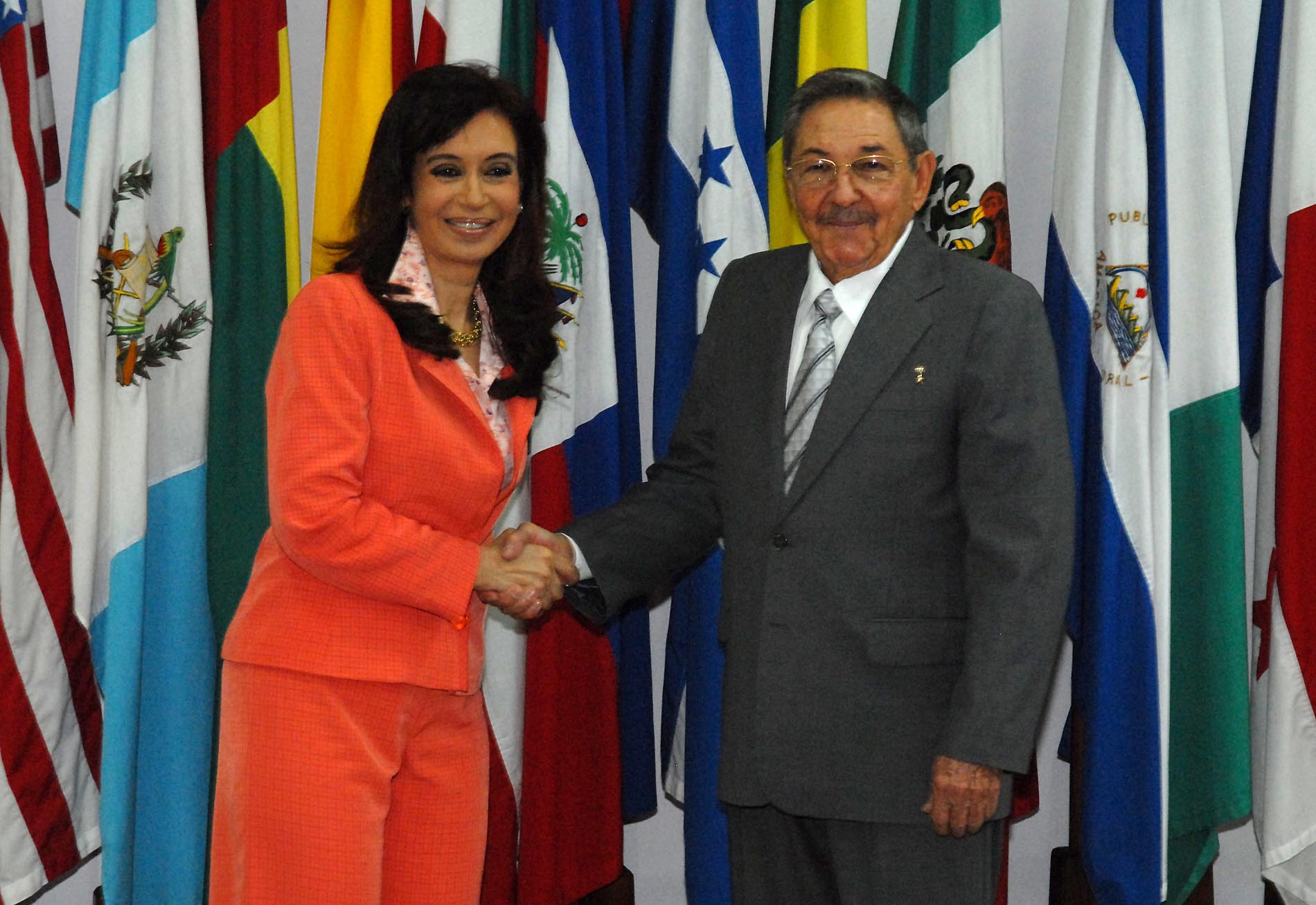
Raúl Castro empfängt Argentiniens Präsidentin Cristina Fernández de Kirchner (Januar 2009)

Am 31. Juli 2006 übertrug der Staats- und Regierungschef Fidel Castro aufgrund einer schweren Erkrankung vorübergehend die Führung der Partei, den Oberbefehl über die Armee und das Amt des Staatsoberhaupts an seinen Stellvertreter und Bruder Raúl. Fidel musste sich einer komplizierten Darmoperation unterziehen. Bis dahin hatte Raúl seinem Bruder Fidel als stets loyaler Vize gedient.
Im Unterschied zu seinem charismatischen Bruder gilt Raúl eher als „der oberste Verwaltungskader eines bürokratischen Sozialismus. Sehr viel mehr als sein Bruder muss Raúl die verschiedenen Kräfte im Apparat ausbalancieren und integrieren.“ Weder ist er ein guter Redner noch ein Mann großer Gesten. Allerdings versucht er auch gar nicht, seinen Bruder diesbezüglich zu kopieren. Jedoch wirke Raúl gemäß Fidel-Biograph Carlos Widmann seit seiner Präsidentschaft „gesünder, ja sogar verjüngt“. Er gilt als Pragmatiker. Auch der Politikwissenschaftler Bert Hoffmann bescheinigt ihm nach zehn Jahren Amtszeit „wesentlich moderater und pragmatischer in der Außenpolitik als sein Bruder“ zu sein.
Zu Beginn seiner Amtszeit erwarteten Beobachter von Raúl, dass er zwar die wirtschaftlichen Probleme des Landes durch Wirtschaftsreformen lindern könne, jedoch seien größere politische Reformen eher unwahrscheinlich. Auch hinsichtlich der Meinungsfreiheit scheinen die Zügel nicht mehr so straff gezogen wie zur Amtszeit Fidels. So hat Raúl das Volk zu Diskussionen über die zukünftige Entwicklung aufgerufen, in der kubanischen Presse wird die Trägheit der Funktionäre kritisiert, und es wird sogar nichts gegen regierungskritische Blogs aus Kuba, wie dem von Yoani Sánchez, unternommen. Zahlreiche politische Gefangene, darunter alle der während des Schwarzen Frühlings festgenommenen und zu langjährigen Haftstrafen verurteilten Mitglieder der „Gruppe der 75“, wurden bis März 2011 unter Vermittlung der katholischen Kirche freigelassen. Der Großteil wurde nach Spanien abgeschoben. Einige wenige Dissidenten, die sich der Abschiebung verweigert hatten, durften letztendlich „auf Bewährung“ in Kuba bleiben.
Bei der Wahl zur Nationalversammlung am 20. Januar 2008 erreichte Raúl Castro mit 99,3 Prozent die höchste Stimmenzahl aller Abgeordneten. Sein Bruder Fidel kam mit 98,4 Prozent der Stimmen auf den vierten Platz.
Am 24. Februar 2008 wurde Raúl vom Parlament zum Präsidenten des Staatsrates (Staatsoberhaupt) und Präsidenten des Ministerrates (Regierungschef) gewählt, nachdem sein Bruder Fidel einige Tage zuvor erklärt hatte, nicht mehr für diese Ämter kandidieren zu wollen. Auf seiner Antrittsrede sprach er Probleme des Landes wie zum Beispiel das doppelte Währungssystem an, die jedoch sehr komplex und nicht einfach zu lösen seien. Dabei sprach er von einem Prozess der Transition und kündigte an, einige Verbote für die Bevölkerung aufheben zu wollen, ohne jedoch ins Detail zu gehen. Den Weg des Sozialismus wolle er jedoch fortsetzen.
Demzufolge wurden Hoffnungen, Kuba könnte alsbald ein westliches Demokratiemodell mit Mehrparteiensystem und Marktwirtschaft einführen, enttäuscht. Zwar werden Raúl Castro Sympathie für das chinesische Modell nachgesagt, wonach die Wirtschaft nach marktwirtschaftlichen Richtlinien modernisiert, das Einparteiensystem jedoch beibehalten wird, jedoch glauben Experten nicht, dass dies für Kuba aufgrund seiner mangelnden geografischen Größe und der Nähe zum „Hauptfeind“ USA mit einer großen exilkubanischen Gemeinschaft eine realistische Option wäre.
Fidel Castro selbst mischte sich zunächst kaum noch in die Innenpolitik Kubas ein, sondern beschränkte sich auf Kommentare zu außenpolitischen Themen. Nach der anscheinenden Genesung von seiner Krankheit hielt er sich aber offensichtlich nicht mehr an entsprechende Absprachen, was man als eine der Ursachen ansah, dass es den angekündigten Reformen an „Kohärenz und Dynamik“ mangelte.
Ab 2009 begann Raúl Castro sukzessive die oberste Führungsriege im Ministerrat auszutauschen. Darunter befanden sich auch jüngere „high potentials“ wie Carlos Lage und Felipe Pérez Roque. Ihnen wurde unter anderem Illoyalität vorgeworfen. Ersetzt wurden diese Positionen mit Vertrauten Raúl Castros aus den Zeiten der Revolution und Militärs aus dem Verteidigungsministerium, mit denen er jahrelang zusammengearbeitet hatte. Fidel-Castro-Biograph Volker Skierka bezeichnet das Kuba unter Raúl Castro wegen des starken Einflusses der Militärs auf alle Ebenen von Politik und Wirtschaft demzufolge als „eine Art Militärdiktatur“.
Im Jahre 2010 kündigte Raúl Castro Wirtschaftsreformen an. Entscheidender Teil des Planes war es, innerhalb von sechs Monaten rund 500.000 Staatsbedienstete aus der überdimensionierten Verwaltung und unrentablen Staatsbetrieben, ein Achtel der Erwerbstätigen, zu entlassen. Bis 2015 solle die Zahl auf 1,3 Millionen steigen. Aufgefangen werden solle dies durch die Legalisierung von insgesamt 178 Tätigkeiten auf eigene Rechnung (Selbständige), welche jedoch nur vergleichsweise niedere Tätigkeiten wie Pizzabäcker oder Taxifahrer umfasst, während Experten eine deutliche Ausweitung der Liste unter anderem auf akademische Berufe fordern.
Auf dem VI. Parteitag der Kommunistischen Partei Kubas im April 2011 übernahm Castro auch das höchste Parteiamt als Nachfolger seines Bruders. Die von ihm selbst angemahnte deutliche Verjüngung der Führungsriege in Staat und Partei blieb jedoch aus.
Am 24. Dezember 2011 kündigte Raúl Castro an, tausende Häftlinge, darunter auch Dissidenten, aus „humanitären Gründen“ zu entlassen. Dies ist bis dahin die größte Massenamnestie in der Geschichte Kubas. Damit kam er Anträgen von Familienangehörigen und verschiedenen regionalen Institutionen nach, wofür sich auch die Kirche einsetzte. Unter anderem soll ein bevorstehender Besuch Papst Benedikts XVI. im Frühjahr 2012 laut Castro Grund dafür gewesen sein. Bis 29. Dezember 2011 wurden fast 3000 Häftlinge freigelassen, darunter auch sieben politische Häftlinge. Die Amnestie gelte vor allem für Frauen, Kranke und Alte sowie für junge Häftlinge mit guten Resozialisierungschancen, die überwiegend wegen minderschwerer Vergehen Haftstrafen erhielten. Verurteilte Mörder, Drogenhändler oder vermeintliche ausländische Agenten wie der US-Amerikaner Alan Gross seien von der Amnestie ausgenommen. Aufgrund der wenigen freigelassenen politischen Gefangenen bezeichnete der Menschenrechtsaktivist Elizardo Sánchez Santacruz die Massenamnestie als „Medieninszenierung“.
Raúl Castro wurde am 24. Februar 2013 durch den Volkskongress für eine weitere fünfjährige Amtszeit bestätigt. Bei seiner dortigen Rede kündigte er an, dass dies seine letzte Amtsperiode sein werde.
Nachdem sich Raúl Castro und US-Präsident Barack Obama am 10. Dezember 2013 während der Trauerfeier für Nelson Mandela in Johannesburg überraschend die Hand gegeben hatten, läuteten Castro und Obama im Dezember 2014 eine neue Ära der Beziehungen zwischen den USA und Kuba ein. Seitens der USA nutzte Obama seine Kompetenzen als Präsident, um zahlreiche Embargobeschränkungen, soweit sie nicht unter Kongress-Verantwortung fielen, aufzuheben. So wurden die Möglichkeiten, dass US-Amerikaner ohne Kuba-Bezug nach Kuba reisen dürfen, erleichtert, außerdem wurde Kuba von der US-Liste Terrorismus unterstützender Staaten gestrichen.
Am 20. März 2016 reiste Barack Obama als erster US-Präsident seit 88 Jahren zu einem offiziellen Staatsbesuch nach Kuba, der drei Tage andauerte und bei dem er am zweiten Tag auch von Raúl Castro empfangen wurde. Im Vorfeld wurden einige Embargoerleichterungen verkündet, die in der Kompetenz des US-Präsidenten liegen. Sein Bruder Fidel († 25. November 2016) sah das seit Ende 2014 aufkommende Tauwetter in den Beziehungen zu den USA jedoch kritisch. „Wir haben es nicht nötig, dass uns das Imperium etwas schenkt“, war sein zentrales Statement zu diesem Besuch.
Im Dezember 2017 beschloss das kubanische Parlament, das ursprünglich für den 24. Februar 2018 vorgesehene Ende der Amtszeit Castros um knapp zwei Monate auf den 19. April 2018 zu verschieben. Begründet wurde dies mit den Auswirkungen des Hurrikans Irma. Am 19. April 2018 wurde dann Miguel Díaz-Canel zu seinem Nachfolger im Amt des Präsidenten und des Regierungschefs gewählt. Allerdings blieb Castro Parteichef und damit mächtigster Mann im Staat. Am 19. April 2021 übergab er auf dem VIII. Parteitag auch das Amt des Parteichefs an seinen Nachfolger Díaz-Canel. In seiner letzten Parteitagsrede forderte Castro zu einem „respektvollen Dialog“ mit den USA auf.

## Film und filmische Darstellung
- 2002 wurde Raúl Castro in dem Historienfilm Fidel & Che von dem kubanisch-stämmigen US-amerikanischen Schauspieler Maurice Compte verkörpert.
- Im Dokumentarfilm South of the Border von Oliver Stone aus dem Jahr 2009 wird Raúl Castro neben anderen Regierungspräsidenten Lateinamerikas interviewt.

## Veröffentlichungen
- Bericht des Politbüros (Memento vom 29. Januar 2017 im Internet Archive). In: Granma internacional. Mai 1996 (Bericht an das 5. Plenum des ZK der KP Kubas; PDF; 878 kB).
- Man kann versuchen, Kuba zu zerstören, doch niemand sollte glauben, es je erobern zu können (Memento vom 23. Dezember 2017 im Internet Archive). In: Granma internacional. September 1997 (Rede auf dem Festakt zum 44. Jahrestag des Sturms auf die Moncada; PDF; 729 kB).
- Es hängt von uns allen ab, die Revolution zu stärken (Memento vom 3. April 2016 im Internet Archive). In: Granma internacional. Februar 2008 (Rede am 28. Dezember 2007 vor der Nationalversammlung der Poder Popular; PDF; 344 kB).
- „Wir müssen streng mit uns sein“ (Memento vom 2. August 2016 im Internet Archive). In: junge Welt. 7. März 2008 (Rede am 24. Februar 2008 zum Abschluss der konstituierenden Sitzung der Nationalversammlung in der 7. Legislaturperiode; PDF; 109 kB).
- Sozialismus bedeutet soziale Gerechtigkeit, aber Gleichheit ist nicht Gleichmacherei (Memento vom 3. April 2016 im Internet Archive). In: Granma internacional. August 2008 (Rede am 11. Juli 2008 auf der Schlußtagung der ersten ordentlichen Sitzung der 7. Legislaturperiode der Nationalversammlung der Poder Popular; PDF; 1,0 MB).
- Für die Neugestaltung des internationalen Finanzsystems (Memento vom 21. Mai 2016 im Internet Archive). In: junge Welt. 19. Dezember 2008 (aus der Rede auf dem Lateinamerika-Karibik-Gipfel in Brasilien; PDF; 17 kB).
- Die Ausübung des Multilateralismus erfordert die strikte Achtung der Souveränität der Staaten (Memento vom 1. September 2016 im Internet Archive). In: Granma internacional. Mai 2009 (Rede am 28. April 2009 auf der Tagung auf Ministerebene des Koordinationsbüros der Bewegung der Blockfreien Staaten in Havanna; PDF; 266 kB).